# 主任弁護人
主任弁護人（しゅにんべんごにん）とは 刑事訴訟において複数の弁護人がいる中で法の規定に基づいて主任として指定されている弁護人の事。

## 概要
刑事訴訟法では第33条で「被告人に数人の弁護人があるときは、裁判所の規則で、主任弁護人を定めなければならない」と、第34条で「主任弁護人の権限については、裁判所の規則の定めるところによる」とそれぞれ規定されている。
刑事訴訟規則第19条第1項で「地方裁判所においては、弁護士でない者を主任弁護人とすることはできない」と規定されており、地方裁判所では弁護士資格のない特別弁護人は主任弁護人になることができない。
主任弁護人は弁護活動の統制を行い、他の弁護人に尋問や申し立てなどをさせるかどうか決める権限を持ち主任弁護人が同意しないと他の弁護人は法廷で陳述も尋問も証人申請もできない。
主任弁護人を選ぶ権限は第一に被告人にあり、被告人が主任弁護人を指定や変更をした場合は直ちに検察官及び主任弁護人となった者に通知しなければならない。被告人が選ばない時は全弁護人の合意で指定するが、刑事訴訟規則第19条第4項により全弁護人の同意による主任弁護人の指定や変更は被告人の明示意思に反して行うことはできない。
複数の弁護人がいる場合において被告人又は弁護人の同意による主任弁護人の指定がない時は裁判長が主任弁護人の指定や変更が可能となっており、被告人の指定又は全弁護人の同意によって主任弁護人が指定されるまでその職務を行う。全弁護人又は裁判長が主任弁護人を指定や変更をした時は直ちにその旨を検察官及び被告人に通知しなければならない。
被告人又は全弁護人のする主任弁護人の指定又はその変更は、書面を裁判所に差し出すことが義務である。ただし、公判期日において主任弁護人の指定を変更するには、その旨を口頭申述で足りる。
裁判長は主任弁護人に事故がある場合に他の弁護人のうち一人を副主任弁護人に指定することができる。主任弁護人があらかじめ裁判所に副主任弁護人となるべき者を届け出た場合には、その者を副主任弁護人に指定しなければならない。裁判長は副主任弁護人の指定を取り消すことができる。